# Gunnbjørn Fjeld
Gunnbjørn Fjeld je najvišja gora Grenlandije, Kraljevine Danske in najvišja gora, ki leži severno od arktičnega kroga. Gora je nunatak, skalnat vrh, ki štrli skozi ledeni pokrov.

## Geografija
Gunnbjørn Fjeld se nahaja v Watkinsovem pogorju, območju na vzhodni obali, ki vsebuje več drugih nunatakov nad 3500 metri. Višina Gunnbjørna je pogosto navedena kot 3.700 m, čeprav se nadmorske višine nekoliko razlikujejo.

## Zgodovina
Gunnbjørn Fjeld so 16. avgusta 1935 prvi preplezali Augustine Courtauld, Jack Longland, Ebbe Munck, Harold G. Wager in Lawrence Wager. Poimenovan je po Gunnbjörnu Ulfssonu, prvemu Evropejcu, ki je odkril Grenlandijo.
Vrh se nahaja v nenaseljenem delu vzhodne obale Grenlandije. Zaradi oddaljenosti so odprave na goro redke. Dostop je pogosto omogočen s helikopterjem ali z letalom, opremljenim s smučmi (ta običajno poleti z Islandije).